# Kirchenkreis Grafschaft Diepholz
Der Kirchenkreis Grafschaft Diepholz ist ein Kirchenkreis innerhalb der
Evangelisch-Lutherischen Landeskirche Hannovers. Er entstand 1969 aus der Zusammenlegung der Kirchenkreise Sulingen und Diepholz (früher Inspektion Diepholz, als kirchliche Organisation der bis 1585 selbständigen Grafschaft Diepholz) und gehört zum Sprengel Osnabrück. Zum Kirchenkreis Grafschaft Diepholz gehören etwa 45.000 Gemeindeglieder in 23 Kirchengemeinden. Der Sitz des Kirchenkreises ist Diepholz. Superintendent ist seit 2019 Marten Lensch.

## Geografie
Der Kirchenkreis liegt im westlichen Zentrum Niedersachsens. Er umfasst den südwestlichen Teil des Landkreises Diepholz. Das Gebiet des Kirchenkreises entspricht im Wesentlichen dem ehemaligen Landkreis Grafschaft Diepholz.

## Kirchen und Gemeinden
| Bild                                     | Kirche                     | Ort                          | Gemeinde                 | Bemerkungen |
| ---------------------------------------- | -------------------------- | ---------------------------- | ------------------------ | ----------- |
| Heilig-Kreuz-Kirche in Barenburg         | Heilig-Kreuz-Kirche        | Barenburg                    | Barenburg                |             |
| St. Veit in Barnstorf                    | St. Veit                   | Barnstorf                    | Barnstorf                |             |
|                                          | Kirche Barver              | Barver                       | Barver                   |             |
|                                          | Kirche St.Nicolai          | Borstel (Landkreis Diepholz) | Borstel                  |             |
| Kirche in Brockum                        | Kirche Brockum             | Brockum                      | Brockum                  |             |
|                                          | St. Marien (Burlage)       | Hüde-Burlage                 | Burlage                  |             |
| 100                                      | St. Michaelis              | Diepholz                     | Diepholz, St. Michaelis  |             |
|                                          | St. Nicolai                | Diepholz                     | Diepholz, St. Nicolai    |             |
|                                          | Moorkirche                 | Freistatt                    | Freistatt                |             |
|                                          | St. Jacobi                 | Drebber-Jacobidrebber        | Jacobidrebber            |             |
|                                          | St. Nikolai                | Kirchdorf                    | Kirchdorf                |             |
|                                          | Martin-Luther-Kirche       | Lemförde                     | Lemförde                 |             |
|                                          | St. Marien                 | Drebber-Mariendrebber        | Mariendrebber            |             |
| 100                                      | Zum Guten Hirten           | Rehden                       | Rehden-Hemsloh           |             |
|                                          | Johannes-der-Täufer-Kirche | Mellinghausen                | Mellinghausen/Siedenburg |             |
| Kreuzkirche in Sankt Hülfe               | Kreuzkirche                | Diepholz-Sankt Hülfe         | Sankt Hülfe-Heede        |             |
|                                          | St. Nicolai                | Ehrenburg-Schmalförden       | Schmalförden             |             |
|                                          | St. Katharinen             | Neuenkirchen                 | Neuenkirchen             |             |
|                                          | Kirche zu Schwaförden      | Schwaförden                  | Schwaförden-Scholen      |             |
|                                          | Kirche zu Scholen          | Scholen                      | Schwaförden-Scholen      |             |
|                                          | Kirche Ströhen             | Wagenfeld-Ströhen            | Ströhen                  |             |
| Evangelische St. Nicolai-Kirche Sulingen | St. Nicolai                | Sulingen                     | Sulingen                 |             |
|                                          | St. Marien                 | Varrel                       | Varrel                   |             |
|                                          | St. Antonius               | Wagenfeld                    | Wagenfeld                |             |
|                                          | Johannes-Kirche            | Wetschen                     | Wetschen                 |             |

## Superintendenten (bis 1969 Superintendenten des Kirchenkreises Diepholz)
| von          | bis   | Name                                     |
| ------------ | ----- | ---------------------------------------- |
| 1530         | 1571  | Patroklus Römeling                       |
| 1573         | 1576  | Andreas Conradi                          |
| 1577         | 1597  | Christian Römeling                       |
| 1597         | 1613  | ?                                        |
| 1613         | 1650  | Johann Wasserrham                        |
| 1651         | 1652  | Tobias Münchmeyer                        |
| 1652         | 1677  | Johannes Raumann                         |
| 1677         | 1736  | ?                                        |
| 1736         | 1743  | Johann Heinrich Behrens                  |
| 1744         | 1751  | Ernst Ludwig Rathlef                     |
| 1752         | 1753  | Ludwig Erich Meyer                       |
| 1754         | 1764  | Johann Friedrich Gruppe                  |
| 1764         | 1788  | Johann Albrecht Dörrien                  |
| 1789         | 1795  | Justus Christoph Brasen                  |
| 1795         | 1807  | August Wilhelm Rädler                    |
| 1807         | 1819  | Friedrich Konrad Theophilus Köhler       |
| 1819         | 1839  | Johann Christian Dille                   |
| 1839         | 1854  | Johann Andreas Freytag                   |
| 1855         | 1858  | Hermann Seebold                          |
| 1859         | 1867  | Eduard Simon Emanuel Schulz              |
| 1867         | 1877  | Karl Wilhelm Hänel                       |
| 1877         | 1885  | Karl Konrad Ernst Friedrich Albert Rasch |
| 1885         | 1899  | Georg Heinrich Eduard Hermann Stölting   |
| 1900         | 1906  | Julius Albert Johann Dittrich            |
| 1906         | 1928  | Friedrich Wilhelm Heinrich Penshorn      |
| 1929         | 1929  | Theodor Johann Julius Cöster             |
| 1930         | 1947  | Hinrich Julius Hermann Seiffert          |
| 1948         | 1967  | Karl Heinrich Franz Bobzien              |
| 1967         | 1979  | Willy Nass                               |
| 1979         | 1990  | Reinhold Janzik                          |
| 1991         | 2003  | Klaus Haarmann                           |
| 2004         | 2018  | Klaus Priesmeier                         |
| Februar 2019 | heute | Marten Lensch                            |